# Prackendorf
Prackendorf ist ein Gemeindeteil von Dieterskirchen im Oberpfälzer Landkreis Schwandorf (Bayern).

## Geographische Lage
Prackendorf befindet sich ungefähr zwei Kilometer südlich von Dieterskirchen, einen Kilometer südlich der Ascha am Nordrand eines ausgedehnten Waldgebietes mit dem Alten Thannstein (635 m), dem Knock (667 m), der Platte (616 m) und dem Warnberg (568 m), am Nordwesthang der Platte.

## Geschichte

### Anfänge bis 14. Jahrhundert
Prackendorf (auch: Pregendorf, Prechendorf, Preckendorf, Prägkendorff, Preckhendorf, Präkendorf, Präckendorf, Prachendorf, Präckhendorf) wurde 1209 erstmals in einem Fundationsbrief erwähnt. In diesem wurden „Ulrich von Prackendorf und sein Sohn Heinrich“ genannt.
Von 1264 bis 1268 diente Heinrich der Prackendorfer zu Prackendorf und Kröblitz dem Rudolf von Habsburg.
1290 war er noch am Leben.
Stephan Prackendorfer von und zu Prackendorf war der Enkel von Heinrich dem Prackendorfer. 1355 wurde berichtet, dass dieser Kaiser Karl IV. dreieinhalb Jahre in Rom diente.
Peter und Andreas Prackendorfer schlossen 1376 einen Vertrag über die Güter Prackendorf und Schönau, die von den Geigantern an sie gefallen waren.
Schönau sollte Andreas behalten.

### 15. Jahrhundert
Um 1400 gehörten sieben Güter in Prackendorf Wolfhardt Pregendorffer und seinem Bruder Jacob.
1406 verkaufte Ulrich Präwels den Zehnt von seinem Hof in Prackendorf an den Unterauerbacher Pfarrer Erhardt Frumel zugunsten des St.-Margarethen-Altars in der Pfarrkirche Unterauerbach.
Dieser Hof war ein Lehen des Hans Zenger von Schwarzeneck.
Ulrich und Niklas Prackendorfer wurden 1408 von den Landgrafen von Leuchtenberg als Inhaber des Sitzes Prackendorf bestätigt.
1416 besaßen die beiden Oberviechtacher Bürger Lorenz und Hans Raschauer zwei leuchtenbergische Lehen in Prackendorf.
In der Schlacht bei Hiltersried, die Pfalzgraf Johann 1433 gegen die Hussiten führte, starb einer der mitkämpfenden Prackendorfer.

### 16. bis 18. Jahrhundert
Im Visitationsprotokoll von 1582 wurde Prackendorf als „Teil der Pfarrei Dieterskirchen“ aufgeführt.
1622 war Dionysy von Prägkendorff Inhaber des Landsassenguts Prackendorf.
1631 hatte die Hofmark Prackendorf 5 Gütel, drei Häusel, eine Tafern, einen Inwohner (Hüter), einen Schmied, 33 Rinder und zwei Schweine.
Das Landsassengut Prackendorf hatte im selben Jahr zwei Güter, vier Gütel (drei davon öde), drei Häusel (zwei davon öde, eines neu), eine Schmiede (öde) und 10 Rinder.
Ein weiterer Teil von Prackendorf gehörte zur Hofmark Dieterskirchen und hatte ein Gut und 12 Rinder.
Der Sitz Prackendorf blieb bis 1651 in den Händen des Geschlechts der Prackendorfer.
Während des Dreißigjährigen Krieges hatte Prackendorf schwer zu leiden. Von seinen neuen Anwesen waren sechs verödet, der Viehbestand war von 35 auf 10 Stück Vieh gesunken.
Hans Jakob Miller übernahm 1676 das Lehen Prackendorf.
Ab 1692 ging Prackendorf an die Familie Horneck, die es während des 18. Jahrhunderts innehatte.
1717 gab es in Prackendorf 19 Häuser, 15 Höfe, 18 Feuerstätten, 17 Untertanen, zwei Weber, einen Zimmermann, einen Schmied und einen Hüter. Das Schloss war verfallen und öde.

### 19. Jahrhundert bis Gegenwart
Zu Beginn des 19. Jahrhunderts wurde staatlicherseits versucht die Verwaltungsstruktur zu vereinfachen und gegen den zähen Widerstand der Besitzer die Gerichtsbarkeit auf den Staat zu übertragen. Dieser Prozess verlief in mehreren Schritten.
Durch Säkularisation und Mediatisierung wurden die zersplitterten territorialstaatlichen Gebilde und die differenzierte Struktur der gerichts- und grundherrlichen Zuordnungen beseitigt und versucht, die gutsherrlichen Rechte nach und nach zu reduzieren.
Es wurden Landgerichte älterer Ordnung gebildet.
Entsprechend einer Verordnung von 1808 wurde das Landgericht Neunburg vorm Wald in 55 Steuerdistrikte unterteilt. Dabei bildete Kulz mit den Ortschaften Kulz, Prackendorf, Holzhaus und Ziegelhütte einen Steuerdistrikt.
Prackendorf hatte zu dieser Zeit 29 Anwesen, 163 Einwohner, zwei Küfner, einen Schmied, einen Schneider, einen Wagner, 5 Weber, einen Wirt und einen Zwirnhändler.
1820 wurden Ruralgemeinden gebildet. Dabei entstand die Ruralgemeinde Prackendorf, die aus Prackendorf mit 31 Familien und Stegen mit vier Familien bestand.
Zum Stichtag 23. März 1913 (Osterfest) wurde Prackendorf als „Teil der Pfarrei Dieterskirchen mit 31 Häusern und 206 Einwohnern“ aufgeführt.
Prackendorf war 1964 eine selbständige Gemeinde, zu der außer Prackendorf die Orte Seugenhof und Stegen gehörten. Als sie 1975 aufgelöst wurde, gelangte Prackendorf zur Gemeinde Dieterskirchen.
Am 31. Dezember 1990 hatte Prackendorf 162 Einwohner und gehörte zur Pfarrei Dieterskirchen.

## Einwohnerentwicklung der Gemeinde Prackendorf
| Jahr | Einwohner |
| ---- | --------- |
| 1840 | 225       |
| 1861 | 248       |
| 1867 | 228       |
| 1871 | 235       |
| 1890 | 267       |
| 1900 | 267       |
| 1910 | 257       |

| Jahr | Einwohner |
| ---- | --------- |
| 1919 | 243       |
| 1933 | 221       |
| 1939 | 215       |
| 1946 | 253       |
| 1950 | 231       |
| 1961 | 205       |
| 1975 | 182       |